# Prilly
Prilly (/pʁiji/, toponimo francese) è un comune svizzero di 12 063 abitanti del Canton Vaud, nel distretto dell'Ouest lausannois; ha lo status di città e si trova nella parte occidentale dell'agglomerato urbano di Losanna.

## Monumenti e luoghi d'interesse

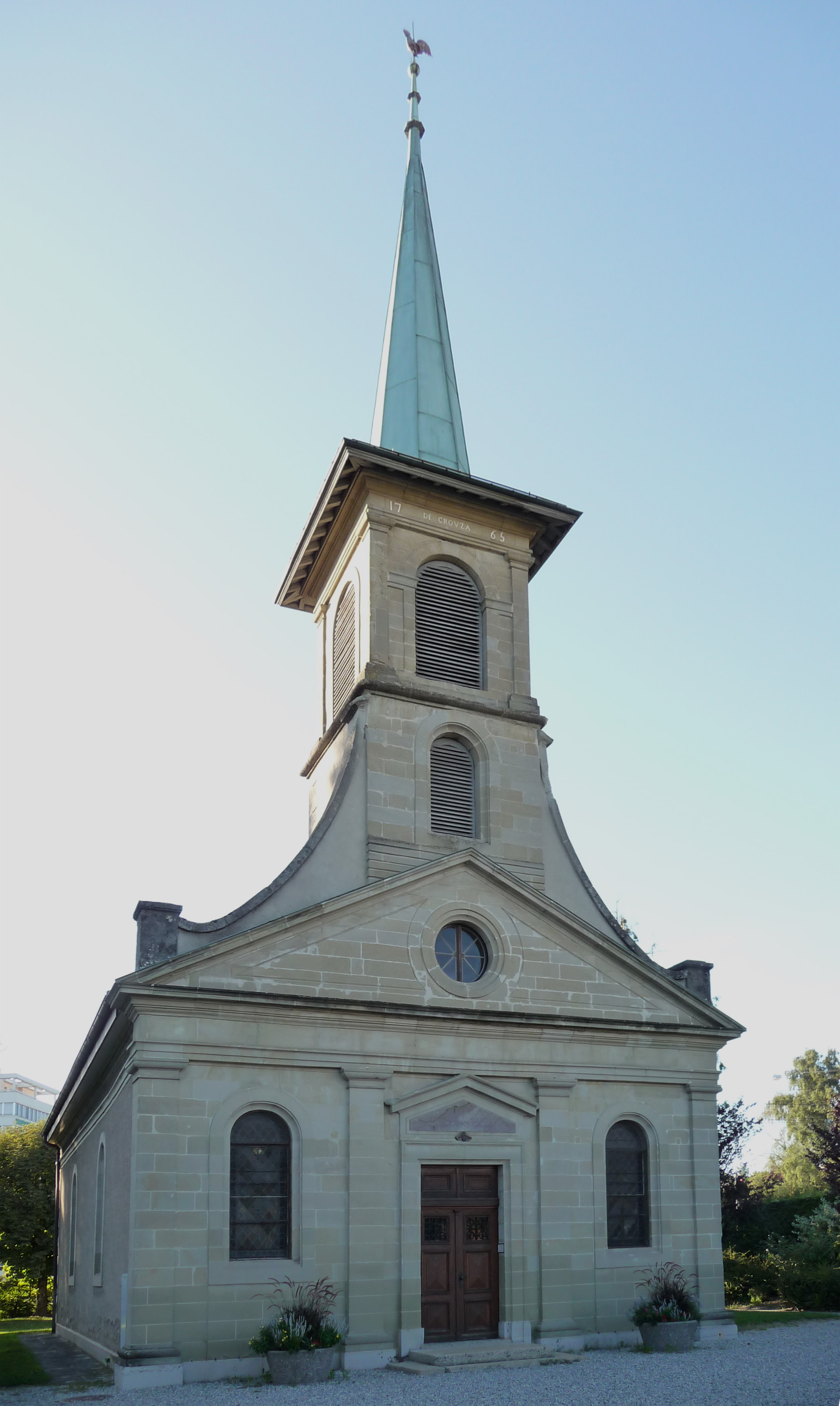
La chiesa di San Martino

- Chiesa riformata di San Martino, attestata dal 1228 e ricostruita nel 1765-1766[1];
- Chiesa cattolica del Buon Pastore, eretta nel 1960[1].

## Società

### Evoluzione demografica
L'evoluzione demografica è riportata nella seguente tabella:
Abitanti censiti

## Economia
Vi ha sede il Bobst Group, azienda che produce macchine per l'industria degli imballaggi.

## Amministrazione
Ogni famiglia originaria del luogo fa parte del cosiddetto comune patriziale e ha la responsabilità della manutenzione di ogni bene ricadente all'interno dei confini del comune.

### Gemellaggi
- Giubiasco, dal 2003[senza fonte]

## Infrastrutture e trasporti
Prilly è servita dalla stazione di Prilly-Malley sulla ferrovia Losanna-Olten.